# Gymnostomum angustatum
Gymnostomum angustatum là một loài rêu trong họ Pottiaceae. Loài này được C. Knight mô tả khoa học đầu tiên năm 1875.
Danh pháp khoa học của loài này chưa được làm sáng tỏ. 